# Cultura di Hassuna
     Cultura di Haggi Muhammad
     Cultura di Samarra
     Cultura di Halaf
     Cultura di Hassuna
     Culture "tipo Halaf"
     Ceramiche anatoliche
     Amuq D e neolitico ceramico B palestinese
     (area di Biblo): neolitico medio di Biblo

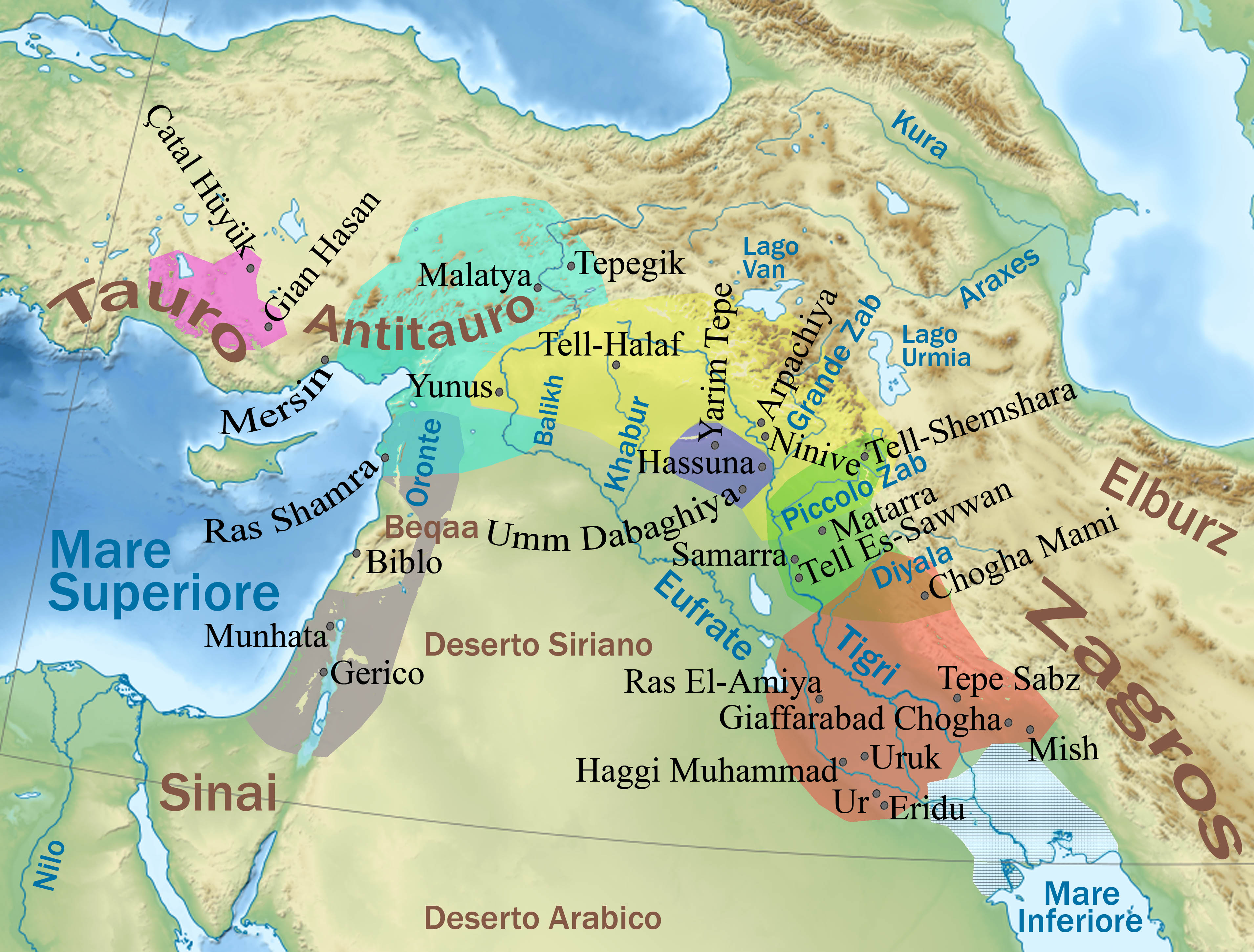
Zone di influenza delle diverse culture nel periodo medio Halaf, 5600-4500 a.C. (le dimensioni del Golfo Persico sono quelle ipotizzate per il 3000 a.C.)
Legenda (da sudest a nordovest approssimativamente):
Cultura di Haggi Muhammad
Cultura di Samarra
Cultura di Halaf
Cultura di Hassuna
Culture "tipo Halaf"
Ceramiche anatoliche
Amuq D e neolitico ceramico B palestinese
(area di Biblo): neolitico medio di Biblo

La cultura di Hassuna è una cultura neolitica del Vicino Oriente. Il sito guida da cui prende il nome è quello di Hassuna, sul corso del Tigri, nell'attuale Iraq (Governatorato di Ninawa), ma importante è anche quello di Yarim Tepe. Durò approssimativamente fra il 5600 e il 5000 a.C.
Secondo la scuola di Lione, questa cultura si situa nel "periodo 6" della storia della Mesopotamia, insieme alla cultura di Halaf. Più precisamente, essa è coeva alla prima fase della cultura di Samarra (verso sud) e alla prima fase del periodo Halaf, che in ultimo la assorbì.
La cultura di Hassuna succede a quella di Umm Dabaghiya più o meno nella stessa zona: Gebel Singiar, la costa del Tigri, lo Wadi Tharthar. È verso il 6000 a.C. che le comunità agricole si installarono definitivamente nelle pianure ai piedi delle montagne e particolarmente in questo sito.
Le abitazioni sono dello stesso tipo di Umm Dabaghiya: rettangolari e sviluppate su più ambienti. In griglia venivano ordinati dei magazzini monocellulari.
L'economia si fonda su una agricoltura non irrigua, sull'allevamento e sulla caccia. L'industria litica appare povera.
Avanzato è lo stato della sua ceramica, generalmente dipinta su fondo opaco, marrone rossastro o nero. I temi sono figurativi. I motivi decorativi (alcuni triangoli inscritti in un rombo, croci uncinate etc) riappaiono a Ninive, Baghuz, nel medio Eufrate, nella pianura di Anatolia, incluse le pendici del Tauro.
| Schema cronologico del neolitico del Vicino Oriente | Schema cronologico del neolitico del Vicino Oriente | Schema cronologico del neolitico del Vicino Oriente | Schema cronologico del neolitico del Vicino Oriente                            | Schema cronologico del neolitico del Vicino Oriente | Schema cronologico del neolitico del Vicino Oriente | Schema cronologico del neolitico del Vicino Oriente | Schema cronologico del neolitico del Vicino Oriente |
| 6000                                                | Khabur                                              | Gebel Singiar Assiria                               | Medio Tigri                                                                    | Bassa Mesopotamia                                   | Khuzistan                                           | Anatolia                                            | Siria                                               |
| --------------------------------------------------- | --------------------------------------------------- | --------------------------------------------------- | ------------------------------------------------------------------------------ | --------------------------------------------------- | --------------------------------------------------- | --------------------------------------------------- | --------------------------------------------------- |
| 5500                                                |                                                     | Umm Dabaghiya                                       |                                                                                |                                                     | Muhammad Giaffar                                    | Çatalhöyük (6300-5500)                              | Amuq A                                              |
| 5200                                                | Halaf antico                                        | Hassuna                                             | Samarra antico (5600-5400) Samarra medio (5400-5000) Samarra tardo (5000-4800) |                                                     | Susiana A                                           | Hagilar Mersin 24-22                                | Amuq B                                              |
| 4800                                                | Halaf medio                                         | Hassuna tardo Gawra 20                              | Samarra antico (5600-5400) Samarra medio (5400-5000) Samarra tardo (5000-4800) | Eridu (= Ubaid 1) Eridu 19-15                       | Tepe Sabz                                           | Hagilar Mersin 22-20                                | Amuq C                                              |
| 4500                                                | Halaf tardo                                         | Gawra 19-18                                         |                                                                                | Haggi Muhammad (= Ubaid 2) Eridu 14-12              | Khazineh Susiana B                                  | Gian Hasan Mersin 19-17                             | Amuq D                                              |